# سوزاق، قزقیزستان
سوزاق (به لاتین: Suzak) یک منطقهٔ مسکونی در قرقیزستان است که در سوزاق واقع شده‌است. سوزاق ۲۴٬۰۴۹ نفر جمعیت دارد و ۶۹۵ متر بالاتر از سطح دریا واقع شده‌است.